# Džálí

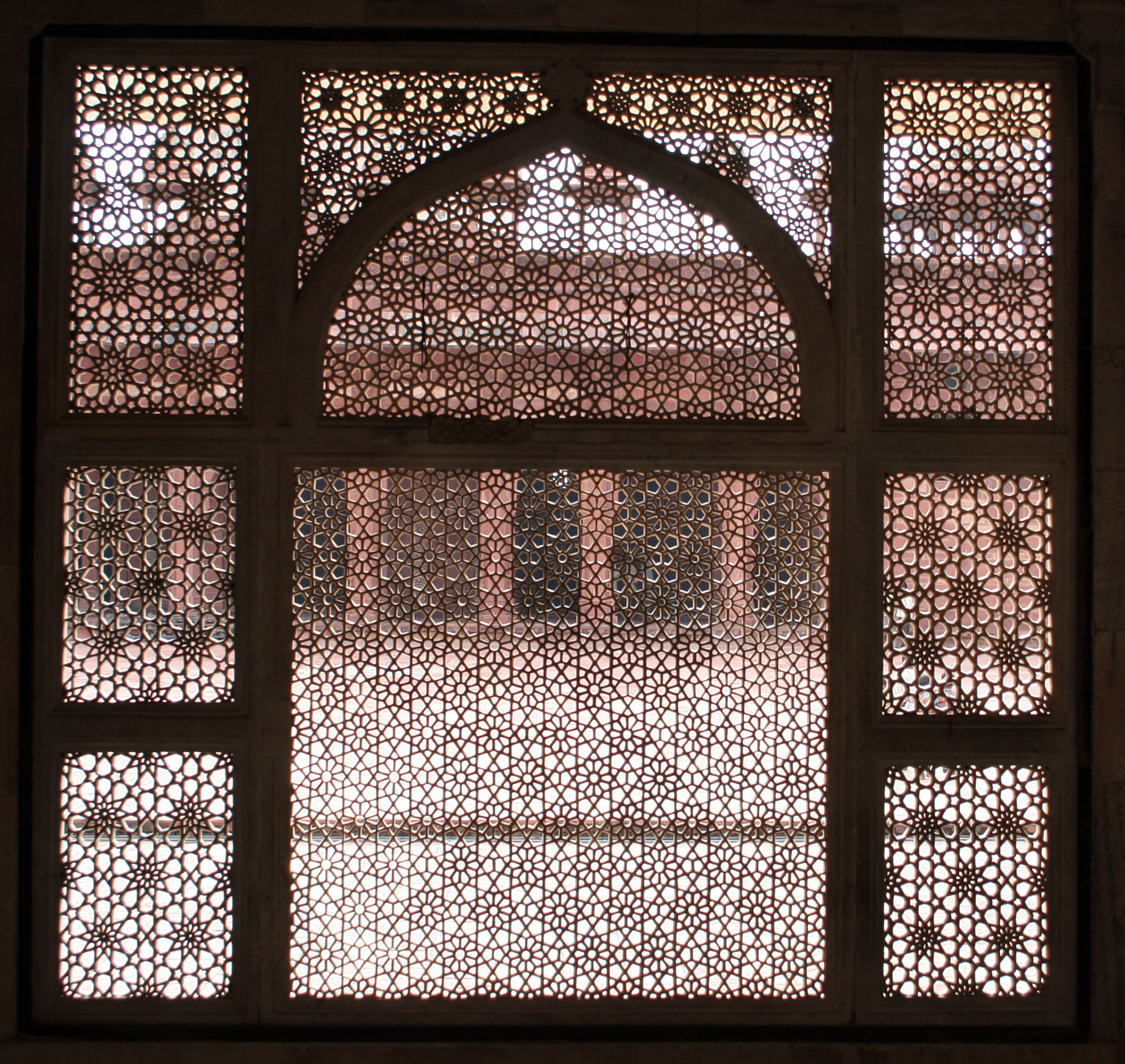
Džálí

Džálí je proděrovaný kámen, nebo mřížovaná zástěna, obvykle zdobený kaligrafií, geometrickými, nebo přírodními vzory. Tento prvek je běžný v indo-islámské a indické architektuře. Samotné slovo jālī znamená síť.

## Struktura
Džálí propouští do budov světlo a vzduch prostřednictvím pasivní ventilace a zároveň brání zatékání vody při dešti.
Strukturální pevnost je zajištěna velikostí otvorů. Ty jsou přibližně stejně široké nebo menší, než je tloušťka kamene, do něhož jsou zhotoveny. Ve vlhkých oblastech jako Kerala a Konkan mají džálí větší otvory ve srovnání s těmi v suchých oblastech Gudžarátu a Rádžasthánu.

## Dějiny
Nejstarší indické svatyně, typicky zasvěcené buddhismu, džinismu, nebo hinduismu, byly slabě osvětlené a uzavřené, aby připomínaly přírodní jeskyně. Pro tlumení denního světla se používaly destičky známé jako džálí, které světlo odstiňovaly a tím směrovaly pozornost příchozích k posvátným obrazům. Tradice používání džálí se zachovala i v pozdější indické architektuře. Postupem času se objevilo zdobení geometrickými a přírodními vzory, později se objevilo i zdobení drahými kovy a kameny.
Protože světlo má hluboký symbolický význam také v Islámu, po příchodu tohoto náboženství do indické oblasti se džálí rychle rozšířili o do muslimské architektury a staly se prominentním prvkem mešit a hrobek. Rychlé začlenění džálí do nově příchozí architektury nejspíše vychází i z toho, že zedníci pracující na stavbách byli většinou místní obyvatelé, tedy lidé z buddhistického, hinduistického a džinistického prostředí.
Po rozšíření skla v druhé polovině 19. století začaly džálí mizet, oproti proskleným tabulkám neposkytovala tato okna tolik soukromí a bezpečí. Ovšem znovu se začaly zavádět v 21. století jako nízkoenergetické řešení klimatizace.

## Muzejní sbírky
Některé džálí jsou ve velkých muzeích v USA a Evropě, například v Muzeu umění v Indianapolis, Metropolitním muzeu umění a Muzeu Victorie a Alberta.